# Eudonia venosa
Eudonia venosa là một loài bướm đêm trong họ Crambidae.